# Cortinarius caperatus
Cortinarius caperatus, comúnmente conocido como hongo gitano, es una especie de seta comestible del género Cortinarius encontrado en regiones del norte de Europa y América del Norte. Fue conocido como Rozites caperata por muchos años, antes de que los estudios genéticos revelaran que es de la familia Cortinariaceae. Los cuerpos fructíferos color ocre aparecen en otoño en coníferas y bosques de hayas, así como en tierras cálidas a finales verano e inicios de otoño. Las láminas son libres, color arcilla y con sabor suave. A pesar de su sabor suave y alta apreciación, muchas veces es infectado por gusanos.

## Taxonomía
El hongo gitano tiene una historia taxonómica accidentada. Fue originalmente descrito como Agaricus caperatus por el micólogo Christian Hendrik Persoon en 1796, antes de ser transferido al género Cortinarius por el micólogo Elias Magnus Fries. Después fue transferido a ser Pholiota en 1887 por Pier Andrea Saccardo, y posteriormente a Rozites por el micólogo finlandés Petter Adolf Karsten en 1879. Fue conocido como Rozites caperata por muchos años antes de que los estudios genéticos lo colocaran en Cortinarius en 2002. La variante Rozites caperatus fue y aún es a veces vista, pero es errónea. El nombre "caperatus" viene del Latín cuyo significado es "arrugado".
Entre los nombres comunes se incluyen hongo gitano, y rozites arrugado. Un nombre inusual es "gorro de dormir de la abuela" en Finlandia.

## Descripción
Tiene un píleo color marrón ocre con un diámetro de entre 5 y 10 centímetros, cubierto con fibras blancas. La superficie tiene una textura rugosa y surcada. Puede tener un matiz lila cuando empieza a crecer. Es convexo inicialmente, antes de expandirse y aplanarse su píleo. Su estipe tiene una altura de entre 4 a 7 centímetros y un ancho de entre 1 y 1,5 centímetros y ligeramente hinchado en la base, es blanquecino con un anillo blanco, el cual inicialmente está unido al píleo. Sus láminas son de un tono claro; las esporas le dan un tono ocre. La pulpa es de color crema y el sabor suave.

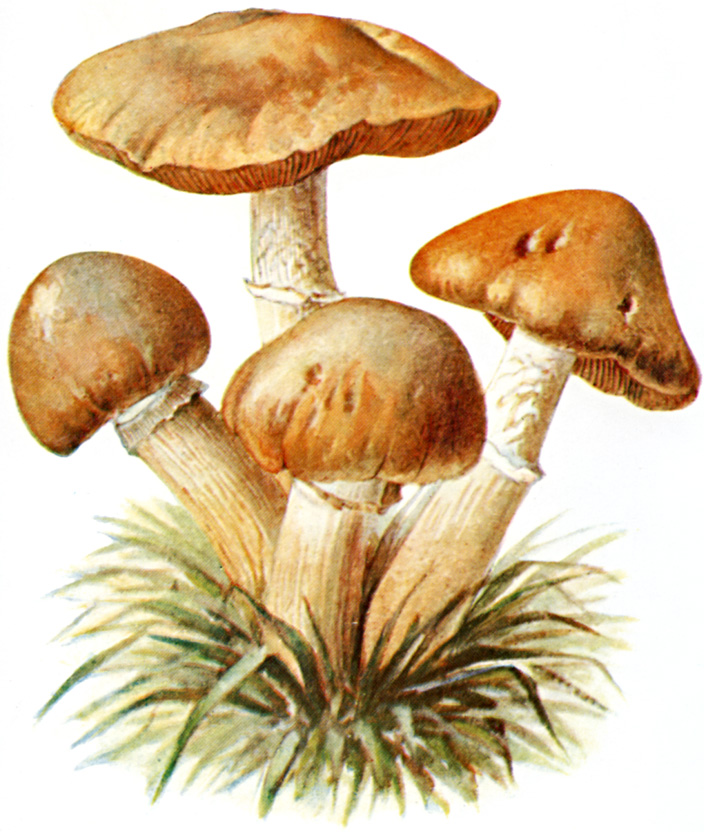
Ilustración de Albin Schmalfuß, 1897

Especies con apariencia similar de Norteamérica incluyen a la especie Agrocybe praecox, las cuales no tienen el píleo rugoso, y se encuentran en áreas de cultivo, también está la especie Phaeolepiota aurea, la cual tiene una superficie granular polvosa. En Europa central, algunos especímenes pueden ser confundidos por especies venenosas como Inocybe erubescens en verano, y algunos hongos jóvenes por el incomestible Cortinarius traganus, aun cuando este es distinguido por su olor desagradable.

## Distribución y Hábitat
Se encuentra en el norte de Europa, principalmente en Escandinavia. En las islas británicas es poco común afuera de las Tierras Altas de Escocia y de New Forest. También es encontrado en el Norte de América. En el Asia templada se le puede encontrar, puede ser encontrado en los mercados de las áreas Tibetanas de Yunnan, Sichuan y Bután.
Cuerpos fructíferos brotan de agosto a octubre en Pinophyta y en la madera de Fagus, así como en Ericaceae en Escocia. Es un hongo micorrizo sin ser selectivo en sus huéspedes. Prefiere suelos arenosos y evita los calcáreos, puede ser encontrado en los mismos hábitats que Boletus badius, Paxillus involutus, y chanterelles. Es encontrado frecuentemente cerca de los arándanos en Estados Unidos.

## Comestibilidad
Cortinarius caperatus es altamente comestible con un sabor suave. Se dice que se mezcla bien con otros hongos de sabor más fuerte como chanterelles, boletes, brittlegills o milk-caps. Sin embargo, algunos hongos silvestres pueden ser infestados por gusanos.  El micólogo David Arora recomienda descartar los estípites duros. Se puede secar para su uso posterior.
Se vende comercialmente en Finlandia.
Se sabe que este hongo hiperacumula metales pesados del ambiente. Después del desastre en Chernobyl, que resultó en contaminación radioactiva en países tan distantes como Escandinavia, las autoridades de salud tomaron precauciones en el consumo excesivo de "C. caperatus".